# Афонсу III (Португалия)
Афонсу III Булонски (на португалски: Afonso III de Bolonha; * 5 май 1210, Коимбра, Португалия; † 16 февруари 1279, Лисабон, Португалия) е 5-и крал на Португалия от 1247 година от Бургундска династия.

## Произход младост
Той е син на крал Афонсу II (1185 – 1223) и неговата съпруга Урака Кастилска (1186 – 1220). Брат е на Саншу II (1207 – 1248), 4-ти крал на Португалия (1207 – 1248), Леонор (1211 – 1231), омъжена за датския крал Валдемар III, Фернандо (1217 – 1246), лорд Серпа и Висенте (1219).
Афонсу е втори син, затова той не се възпитава като наследник престола, и никой не очаква неговото възкачване на трона, който е предназначен за брат му Саншу.
Афонсу живее основно във Франция, където е женен за богатата наследница Матилда дьо Дамартен през 1238 година, и става граф Булонски.

## Крал на Португалия

### Възкачване на престола
През 1246 година настъпва конфликт между църквата и неговия по-голям брат, и папа Инокентий IV заповядва да се свали Саншу и да се замени с неговия по-малък брат, графът на Булон. Афонсу е длъжен да се съгласи и се отправя към Португалия. Доколкото Саншу не е популярен монарх, изпълнението на заповедта не е трудно.
Саншу е изпратен в Кастилия, а Афонсу III става крал през 1247 година. Заради престола той се отрича от титула граф на Булон и се развежда с Матилда дьо Дамартен.

### Присъединяване на област Алгарв
Утвърдил се на трона, Афонсу III продължава войната с мюсюлманските общества. През неговото управление Алгарв става част от кралството след превземането на Фару и Португалия става първото иберийско кралство завършило Реконкистата.
Завършвайки успешно войната с маврите, Афонсу III следва да разреши трудна политическа ситуация на границата с Кастилия. Съседното кралство разглежда Алгарв като зона на свои интереси, а не като част от Португалия. Тази ситуация довежда до серия войни между страните. Накрая през 1267 година в Бадахос е подписано съглашение относно южните граници между Кастилия и Португалия, определени по река Гуадиана.

## Фамилия
∞ 1. с Матилда дьо Дамартен, графиня Булонска; те имат син:
- Роберто (1239)

∞ 2. с принцеса Беатрис дьо Гусман Кастилска (1242 – 1303); те имат децата:
- Бранка (1259 – 1321), принцеса на Португалия, абатиса
- Фернанду (1260 – 1262)
- Денис I 1261 – 1325), 6-и крал на Португалия
- Афонсу (1263 – 1312), принц на Португалия, ∞ принцеса Виоланта Кастилска
- Мария (1264 – 1284), принцеса на Португалия, монахиня в „Св. Йоан“ в Коимбра.